# Zehra Çırak
Zehra Çırak (Estambul, 1960) escritora turco-alemana. 
Se mudó a Alemania con su familia a los tres años y desde 1982 vive en Berlín. Su primer libro fue Flugfänger.

## Obra
- Flugfänger, Gedichte, Edition artinform, 1988
- Vogel auf dem Rücken eines Elefanten, Gedichte, Kiepenheuer & Witsch, Köln 1991
- Fremde Flügel auf eigener Schulter, Gedichte, Kiepenheuer & Witsch, Köln 1994)
- Leibesübungen, Gedichte, Verlag Kiepenheuer & Witsch, Köln 2000
- In Bewegung, Gedichte und Prosaminiaturen  Verlag Hans Schiler, Berlín 2008
- Der Geruch von Glück, Erzählungen, Verlag Hans Schiler, Berlín 2011

## Premios
- Friedrich-Hölderlin-Förderpreis, 1993
- Adelbert-von-Chamisso-Preis, 2001